# Legnicka Specjalna Strefa Ekonomiczna
Legnicka Specjalna Strefa Ekonomiczna (LSSE) – specjalna strefa ekonomiczna ustanowiona rozporządzeniem Rady Ministrów z 15 kwietnia 1997. Obejmuje 18 podstref (początkowo 4) położonych w środkowej części województwa dolnośląskiego. Zajmują łącznie powierzchnię 1200 ha.
Legnicka Specjalna Strefa Ekonomiczna znajduje się w południowo-zachodniej Polsce, na terenie województwa dolnośląskiego, jednego z najdynamiczniej rozwijających się obszarów w Polsce. Wartość wytworzonego PKB w przeliczeniu na jednego mieszkańca jest tutaj wyższa niż średnia krajowa. Na Dolnym Śląsku mieszka prawie 3 miliony osób, z czego ponad 1,8 mln jest w wieku produkcyjnym. Lokowaniu inwestycji na terenie województwa sprzyja dogodne położenie na styku granicy niemieckiej i czeskiej, gęsta sieć stale rozwijających się dróg i linii kolejowych zapewniająca powiązania z regionami ościennymi – zarówno polskimi jak i europejskimi, duże tempo rozwoju regionu, wykwalifikowana kadra pracownicza, a także dostępność atrakcyjnych terenów inwestycyjnych. Od listopada 2015r. Legnicka Specjalna Strefa Ekonomiczna rozszerzyła swoje granice także o grunty w województwie lubuskim, gdzie w podstrefie Iłowa oferuje inwestorom ponad 50 ha skomunikowanych terenów inwestycyjnych.
Legnicka Specjalna Strefa Ekonomiczna została powołana na okres 29 lat, tj. 1997–2026.

## Podstrefy
| podstrefa             | powierzchnia |
| --------------------- | ------------ |
| Legnica               | 20,60 ha     |
| Polkowice             | 72,16 ha     |
| Krzywa                | 52,26 ha     |
| Lubin                 | 12,08 ha     |
| Legnickie Pole        | 19,71 ha     |
| Środa Śląska          | 2,19 ha      |
| Chojnów               | 5,47 ha      |
| Głogów                | 11,51 ha     |
| Prochowice            | 8,09 ha      |
| Przemków              | 7,08 ha      |
| Środa Śląska-Miękinia | 454,60 ha    |
| Okmiany               | 91,78 ha     |
| Kostomłoty            | 80,43 ha     |
| Miłkowice             | 31,57 ha     |
| Zgorzelec             | 70,59 ha     |
| Iłowa                 | 52,83 ha     |
| Wilków                | 16,98 ha     |
| Zgorzelec             | 70,5 ha      |

## Inwestorzy Legnickiej SSE
- Adeo Screen – podstrefa Złotoryja[2]
- Animak J. Kopcza – podstrefa Legnica
- BASF Polska – podstrefa Środa Śląska-Miękinia
- Bisek-asfalt – podstrefa Złotoryja
- Brugmann Fabryka Grzejników – podstrefa Legnica
- C+P Systemy Meblowe – podstrefa Legnica
- CaseTech Polska - podstrefa Legnickie Pole
- CCC – podstrefa Polkowice
- Centrum Intermodal Ritex Transport – podstrefa Legnickie Pole II
- DRG Agro Group – podstrefa Legnica
- Faist - Chemtec – podstrefa Złotoryja
- Faurecia Legnica – podstrefa Legnica
- Faurecia Legnica – podstrefa Legnickie Pole II
- Feerum – podstrefa Chojnów
- Fiuka Polska – podstrefa Środa Śląska
- Gates Polska – podstrefa Legnica
- Härter Technika Wytłaczania – podstrefa Legnica
- HMT Heldener Metalltechnik Polska – podstrefa Środa Śląska
- Hörmann – podstrefa Krzywa
- International Brushes Manufacturers – podstrefa Środa Śląska
- KDO – podstrefa Legnickie Pole
- Lear Corporation Poland II – podstrefa Legnickie Pole
- Mine Master – podstrefa Polkowice
- Młynpol A.Gołębiowski, R.Wolszczak i wsp. – podstrefa Krzywa
- NTI – podstrefa Głogów
- Olan Południe Sp. z o.o. - podstrefa Głogów
- Pittsburgh Glass Works – podstrefa Środa Śląska-Miękinia
- Plasticos Durex Polska – podstrefa Krzywa
- Rileta – podstrefa Legnica
- S&L – podstrefa Legnica
- Sanden Manufacturing Poland – podstrefa Polkowice
- Schneider Pojemniki Transportowe – podstrefa Złotoryja
- Schürholz Polska – podstrefa Środa Śląska
- Schweiker – podstrefa Środa Śląska
- Sieper – podstrefa Złotoryja
- Sitech – podstrefa Głogów
- Sitech – podstrefa Polkowice
- TBMeca Poland – podstrefa Legnica
- Transport Ciężarowy Krzysztof Kwiek  – podstrefa Głogów
- Uzin Polska Produkty Budowlane – podstrefa Legnica
- VIA Technika Obróbki Powierzchniowej – podstrefa Środa Śląska
- Viessmann Technika Grzewcza – podstrefa Legnica
- Voestalpine Rotec – podstrefa Środa Śląska
- Volkswagen Motor Polska – podstrefa Polkowice
- Vorwerk Dichtungssysteme – podstrefa Środa Śląska
- Voss Automotive Polska – podstrefa Legnickie Pole
- Wago Elwag Sp. z o.o. – podstrefa Miękinia
- Walsroder – podstrefa Legnickie Pole
- Wega Polska Sp. z o.o. – podstrefa Środa Śląska
- Wezi-Tec – podstrefa Legnica
- Winkelmann – podstrefa Legnica

## Działalność LSSE
W ciągu 19 lat istnienia Legnickiej Specjalnej Strefy Ekonomicznej, firmy zainwestowały tu ponad 7,7 mld zł. Zdecydowały się także zatrudnić ponad 13 tys. pracowników, a więc dwukrotnie więcej niż planowały.
W strukturze branżowej LSSE od lat przeważa przemysł motoryzacyjny oraz metalowy, z wiodącym kapitałem niemieckim, który wynosi 74%.
Oprócz podstawowej pomocy oferowanej firmom skupionym w LSSE – jak zaopatrzenie w wodę czy prąd, Zarząd Strefy organizuje też spotkania, warsztaty, szkolenia, Forum HR oraz przydziela każdej firmie opiekuna – osobę, która zawsze służy pomocą i radą, jest najbliżej przedsiębiorstwa, wspiera i pomaga. Wszystko po to, aby firmy czuły się tu dobrze i rozwijały swój biznes w przyjaznym otoczeniu.
Najwięcej miejsc pracy Legnicka Specjalna Strefa Ekonomiczna (LSSE) zawdzięcza przemysłowi samochodowemu. Na potrzeby branży motoryzacyjnej pracują m.in. Sitech, Sanden, Faurecia oraz Volkswagen Motor Polska.